# SMS Zenta
SMS Zenta – austro-węgierski krążownik pancernopokładowy z końca XIX wieku i I wojny światowej. Pierwsza jednostka typu Zenta. Zatopiony 16 sierpnia 1914 roku u wybrzeży Czarnogóry. Nazwa okrętu upamiętniała zwycięstwo w bitwie pod Zentą (1697).

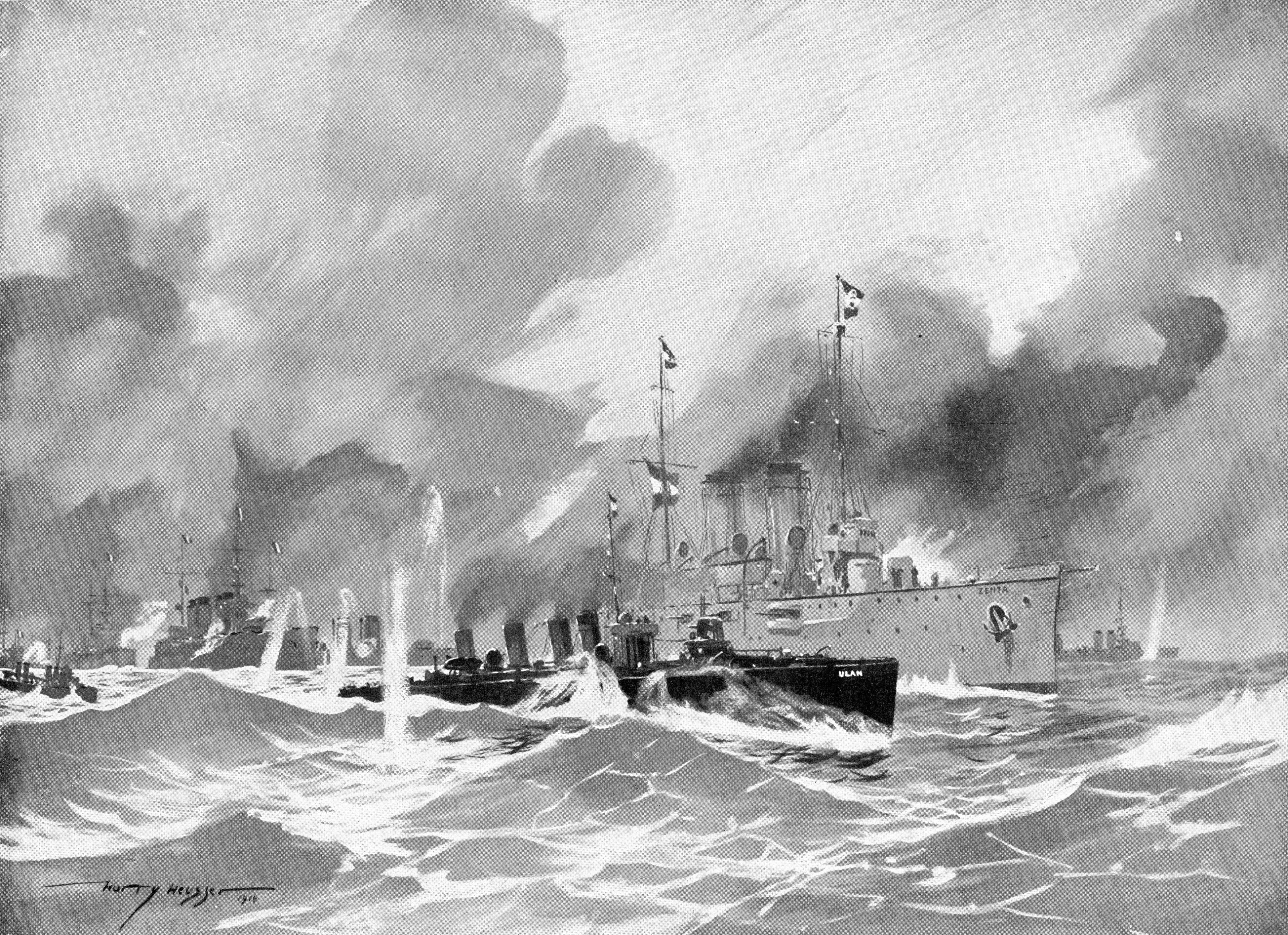
SMS „Zenta” i SMS „Ulan” 16 sierpnia 1914 r.

Po wybuchu I wojny światowej krążownik brał udział w pierwszej akcji bojowej floty austro-węgierskiej, jakim było ostrzeliwanie radiostacji i linii kolejowej w okolicach Antivari (ob. Bar) w Czarnogórze 8 sierpnia 1914 r. Dowódcą był komandor por. Paul Pachner. W ciągu kolejnych dni prowadził blokadę wybrzeża Czarnogóry. 16 sierpnia 1914 roku rano „Zenta”, patrolująca tam wraz z niszczycielem SMS „Ulan”, została zaskoczona przez główne siły marynarki francuskiej wraz z okrętami brytyjskimi, w składzie m.in. 13 pancerników. Dowódca „Zenty” rozkazał odwrót do Cattaro, co udało się „Ulanowi”, lecz dysponujący mniejszą prędkością krążownik nie zdołał uciec. Płynąc możliwie blisko brzegu, dogoniony przez okręty ententy, odmówił poddania się i podjął walkę. Ostrzeliwany przez liczne okręty, z pancernikiem „Courbet” na czele, krążownik zatonął o 9.30 w pobliżu Antivari. Zginęło 173 ludzi załogi, 139 dostało się do brzegu i zostało wziętych do czarnogórskiej niewoli.